# Юлдашев Нігматілла Тулкінович
Нігматілла Тулкінович Юлдашев (5 листопада 1962 , Ташкент ) — узбецький юрист, державний діяч, сенатор (2015), голова Сенату Олій Мажлісу Республіки Узбекистан. Виконувач обов'язків Президента Узбекистану.

## Життєпис
Закінчив юридичний факультет Ташкентського державного університету. У різний час працював старшим слідчим прокуратури Алмалика (1987—1991); слідчим прокуратури Юнусабадського району Ташкента (1991—1993); старшим слідчим прокуратури Ташкента (1993—1994); прокурором управління Генеральної прокуратури Узбекистану (1994—1999); начальником відділу Головного слідчого управління Генеральної прокуратури (1999—2000); начальником Інспекції забезпечення внутрішньої безпеки Генеральної прокуратури (2000—2003); провідним інспектором служби Державного радника Президента з координації діяльності правоохоронних та контролюючих органів (2003—2006); начальником Департаменту по боротьбі з податковими, валютними злочинами і легалізацією злочинних доходів при Генеральній прокуратурі (2006—2008); заступником Генерального прокурора (2008—2011).
21 червня 2011 р. Нігматілла Юлдашев заступив на посаду Міністра юстиції Узбекистану, яку обіймав до 26 січня 2015 р.
20 січня 2015 р. указом Президента Узбекистану Нігматілла Юлдашев був призначений сенатором, 22 січня 2015 р. таємним голосуванням обраний на посаду голови Сенату.
Після смерті Карімова Іслама Абдуганійовича 2 вересня 2016 року, Нігматілла Юлдашев став виконуючим обов'язки Президента Узбекистану.
8 вересня 2016 року на спільному засіданні обох палат парламенту Узбекистану (Oliy Majlis) Узбекистану заявив про самовідвід на користь Шавката Мірзийоєва.